# Joseph Daussoigne-Méhul
Joseph Daussoigne-Méhul [žosef dósoaň méyl] (10. června 1790 Givet – 10. března 1875 Lutych) byl francouzský hudební skladatel a pedagog.

## Život
Narodil se jako Joseph Daussoigne v Givetu 10. června 1790. V roce 1797 jej i jeho mladšího bratra adoptoval strýc, hudební skladatel Étienne-Nicolas Méhul. Později pak Joseph přijal jeho jméno.
V devíti letech, v roce 1799, vstoupil na pařížskou konzervatoř, kde studoval následující 10 let. Studoval s vynikajícím prospěchem. Během studia posbíral řadu prvních cen: za hudební teorii (1799), skladbu (1803), klavír (1806), kontrapunkt (1808) a fugu (1808). Jeho učiteli byli Louis Adam (klavír), Charles-Simon Catel (harmonie) a jeho strýc Étienne-Nicolas Méhul (skladba). Již v roce 1803 začal také na konzervatoři učit hudební teorii.
V roce 1809 zvítězil s kantátou Agar dans le désert v soutěži o Římskou cenu (Prix de Rome). Díky stipendiu spojenému s touto cenou pak v letech 1810–1813 studoval na Francouzské akademii v Římě. Po návratu do Paříže pokračoval v pedagogické činnosti na konzervatoři až do roku 1826, kdy byl jmenován ředitelem konzervatoře v Lutychu. Na tomto místě pak setrval dalších 35 let.
Od roku 1834 byl dopisujícím členem Académie des beaux-arts v Paříži. Královským výnosem ze dne 13. října 1859 mu byl udělen Leopoldův řád (Ordre de Léopold).
Zemřel v Lutychu 10. března 1875 ve věku 84 let. Jeho mladší bratr se stal poručíkem francouzské armády a padl v roce 1812. Syn Alexandre-Gustave Daussoigne-Méhul (1830-1932) se stal rovněž hudebníkem. Působil jako klavírista, varhaník, skladatel a hudební kritik.

## Dílo

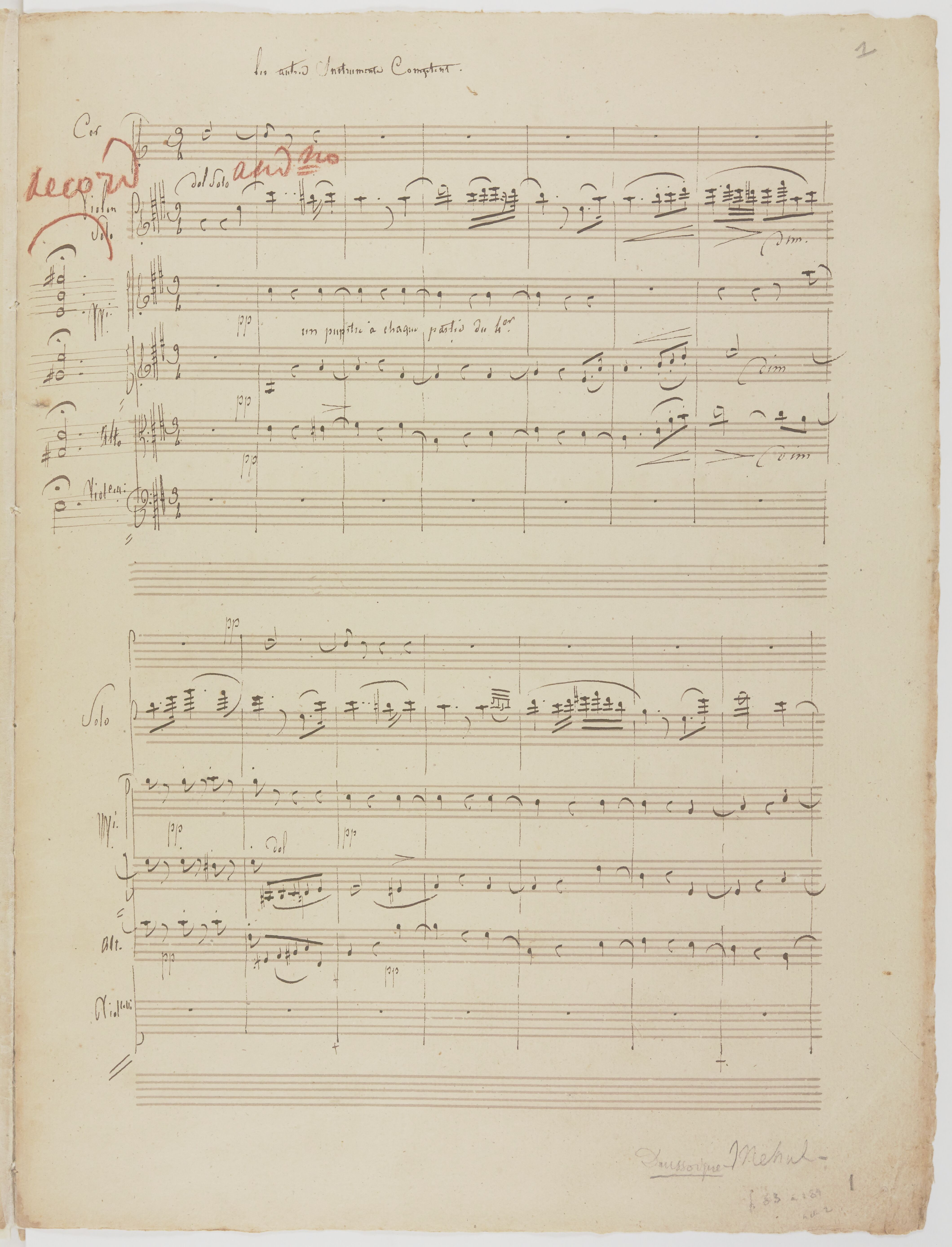
Ballets pour Pharamond (1825)

### Opery
- Robert Guiscard
- Le Faux inquisiteur
- Le Testament
- Aspasie et Périclés (17.7.1820 Paříž)
- Valentine de Milan (28.11.1822 Paříž)
- Les Deux Salem (12.7.1824 Paříž)

### Další skladby (výběr)
- 3 smyčcové kvartety
- Ouverture pour orchestre
- Kantáta: À la mémoire de Grétry (1828)
- Symphonie héroïque Bruxelles en 1830-1831, pro sbor a orchestr (1834)
- Cantate sur des airs populaires (1856)
- Kantáta: Hommage à Grétry (1862)